# Agustina Torres
Agustina Torres, död 1842, var en spansk skådespelare och sångare. 
Hon var verksam 1807-1829. Hon är främst känd för att ha medverkat i de många anti-franska patriotiska pjäser som uppfördes under den franska ockupationen av Spanien, där hon flera gånger fick spela roller som symboliserade det patriotiska Spanien. 